# Redis
Redis je multiplatformní source-available in-memory úložiště, sloužící jako distribuovaná NoSQL databáze typu klíč-hodnota, cache a message broker. Vzhledem k tomu, že všechna data uchovává v paměti, nabízí Redis čtení a zápis s nízkou latencí. Původně byl vyvinut Salvatorem Sanfilippem v roce 2009. Nyní je podporován firmou Redis Ltd. (dříve Redis Labs), která spravuje komunitní i komerční varianty.
Redis je nejpopulárnější NoSQL databáze typu klíč-hodnota, a je jednou z nejpopulárnějších databází vůbec. Využívají ho například X (dříve Twitter), AirBnB, Tinder, Yahoo, Adobe, Hulu nebo Amazon.
Redis podporuje různé druhy abstraktních datových struktur, jako jsou řetězce, seznamy, mapy, množiny, setříděné množiny, HyperLogLogs, bitové mapy, streamy a prostorové indexy.

## Historie
Projekt Redis začal, když se Salvatore Sanfilippo snažil zlepšit škálovatelnost svého italského startupu, který vyvíjel analyzátor webových protokolů v reálném čase. Poté, co narazil na značné problémy při škálování některých typů pracovních zátěží pomocí tradičních databázových systémů, začal Sanfilippo v roce 2009 vytvářet prototyp první verze systému Redis v jazyce Tcl.
V červnu 2015 začala vývoj sponzorovat společnost Redis Labs (nyní Redis Ltd.). V srpnu 2018 společnost Redis Labs oznámila přechod Server Side Public License pro některé volitelné moduly dostupné pro Redis, přičemž potvrdila, že jádro softwaru zůstává pod licencí BSD.

## Vlastnosti
Redis nabízí mnoho funkcí, které ho odlišují od tradičních databází:
- In-memory ukládání – Redis uchovává data v paměti, což mu umožňuje dosahovat nízké latence.
- Persistence – Redis umožňuje uložení dat na disk, čímž poskytuje možnost obnovit stav databáze po restartu.
- Podpora datových struktur – Redis podporuje různé struktury, jako jsou seznamy, množiny, hashované mapy a podobně.

## Použití
Redis se často využívá jako cache, message broker nebo základní databáze v různých aplikacích, od malých webových aplikací po rozsáhlé systémy. Za nejčastější použití Redisu se považuje využití v relační paměti, mezipaměti stránek, řízení front, zprostředkování zpráv nebo analýzy v reálném čase.